# Striga
Striga är ett släkte av snyltrotsväxter. Striga ingår i familjen snyltrotsväxter.

## Bildgalleri

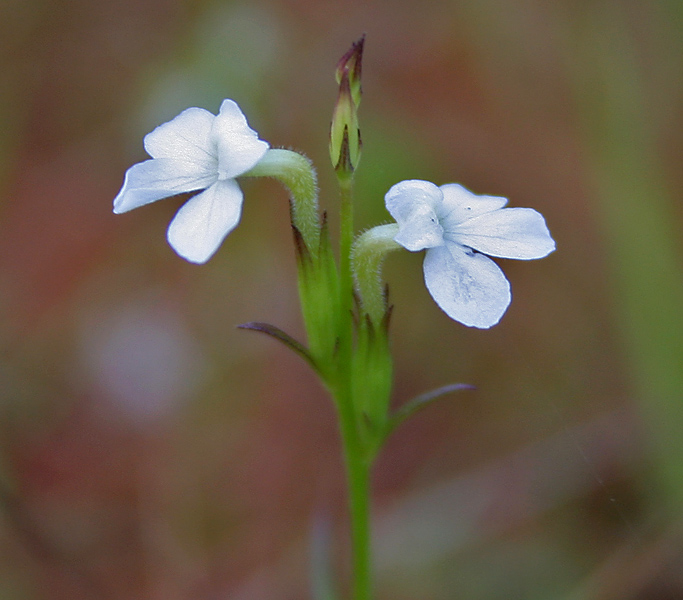
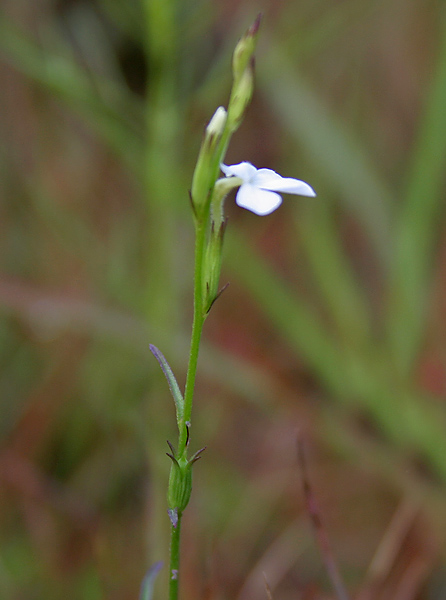
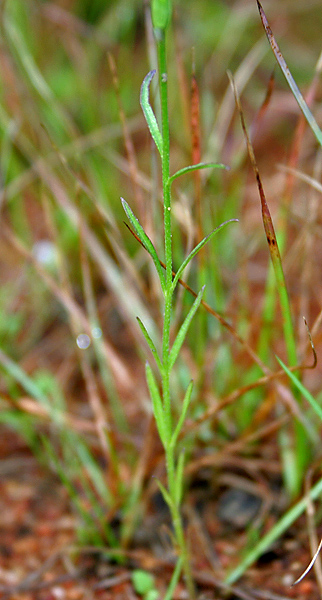
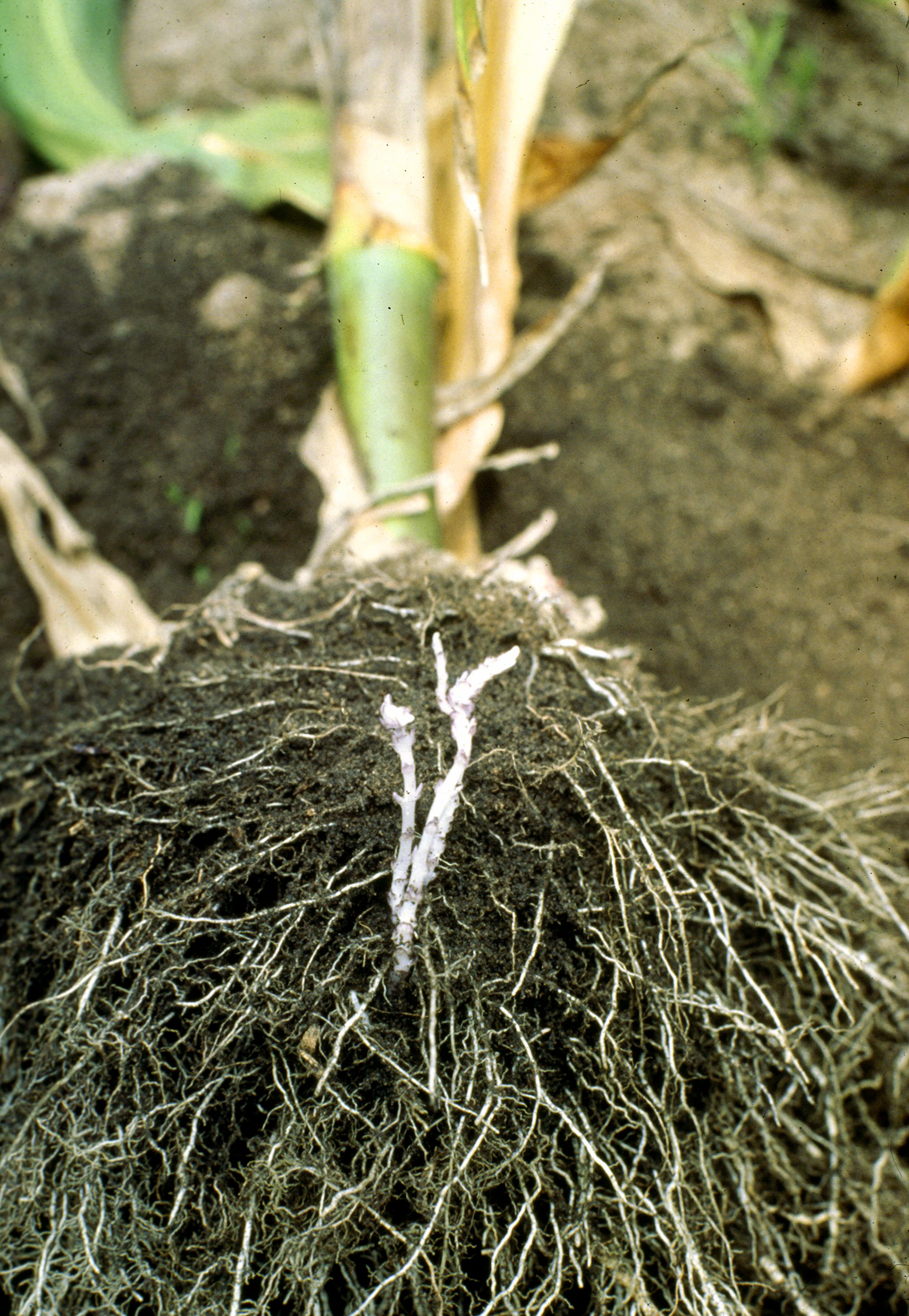
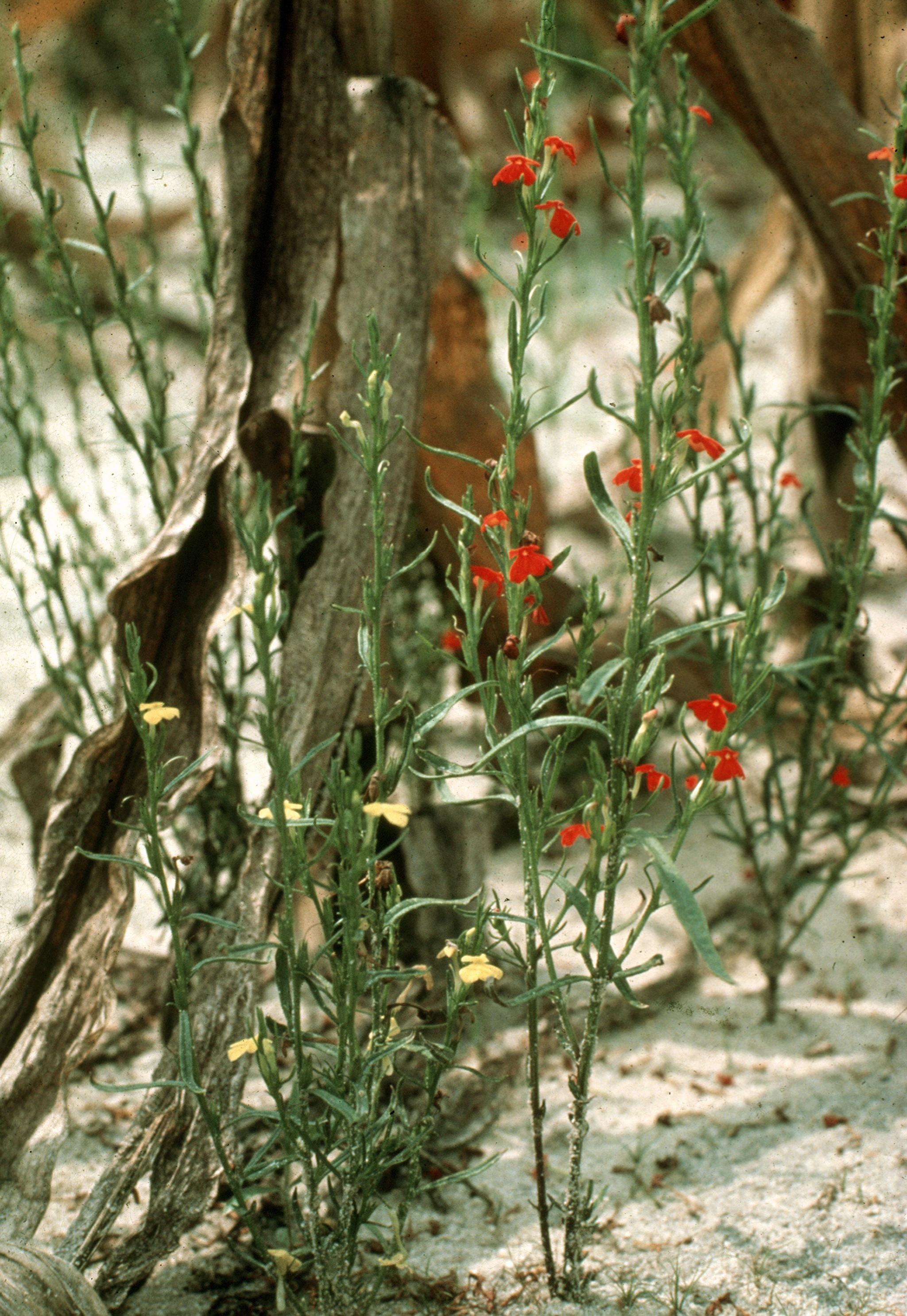
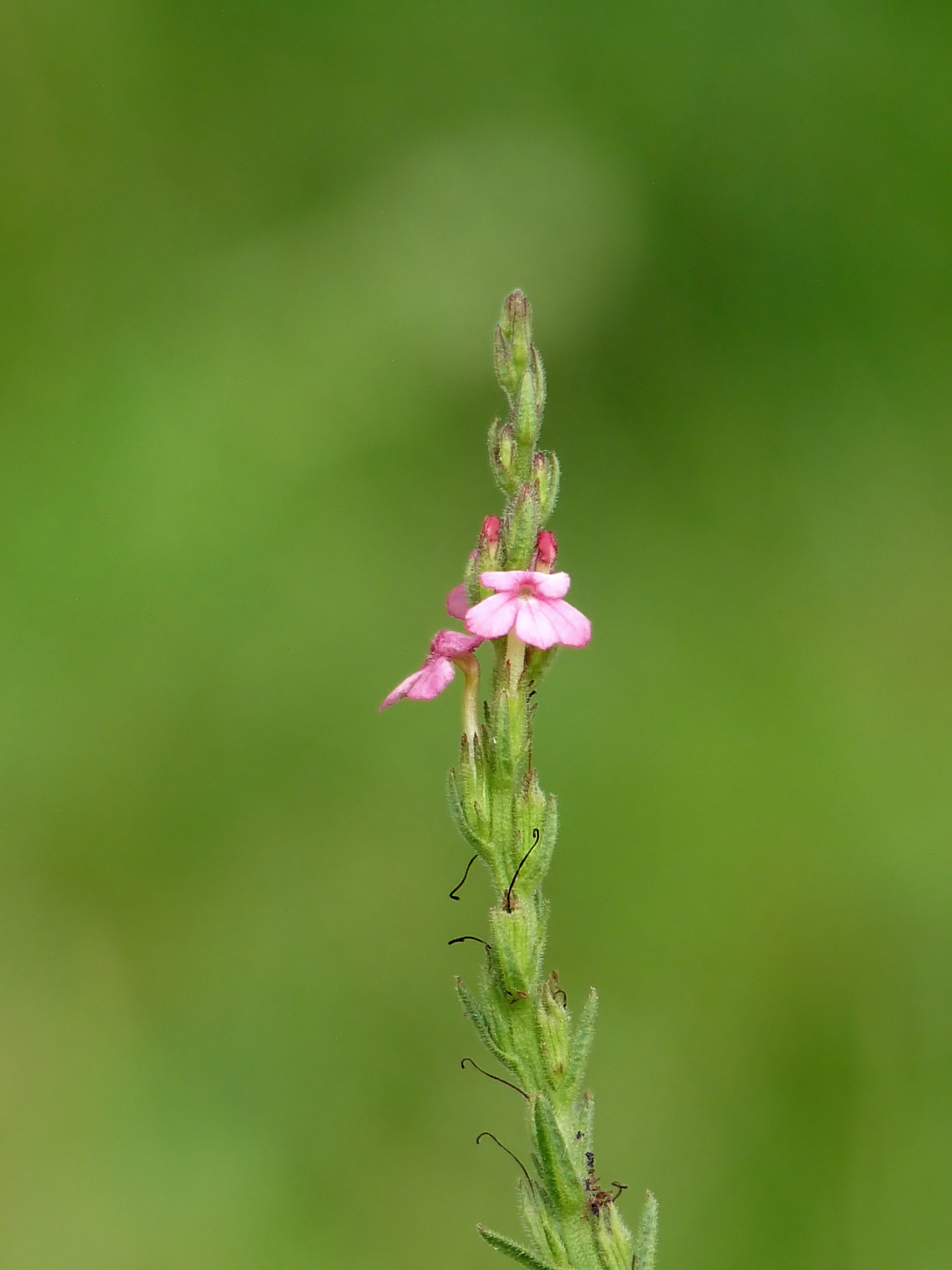

## Dottertaxa tillStriga, i alfabetisk ordning[1]
- Striga aequinoctialis
- Striga alba
- Striga angolensis
- Striga angustifolia
- Striga asiatica
- Striga aspera
- Striga barthlottii
- Striga baumannii
- Striga bilabiata
- Striga brachycalyx
- Striga chrysantha
- Striga curviflora
- Striga dalzielii
- Striga densiflora
- Striga elegans
- Striga ellenbergeri
- Striga flava
- Striga forbesii
- Striga fulgens
- Striga gastonii
- Striga gesnerioides
- Striga glumacea
- Striga hallaei
- Striga hermonthica
- Striga junodii
- Striga klingii
- Striga latericea
- Striga ledermannii
- Striga lepidagathidis
- Striga linearifolia
- Striga macrantha
- Striga magnibracteata
- Striga masuria
- Striga micrantha
- Striga multiflora
- Striga parviflora
- Striga passargei
- Striga pinnatifida
- Striga primuloides
- Striga pubiflora
- Striga schlechteri
- Striga scottiana
- Striga spanogheana
- Striga squamigera
- Striga strigosa
- Striga sulphurea
- Striga yemenica